# Black Pink
Blackpink (koreansk: 블랙핑크), stiliseret BLACKPINK eller BLΛƆKPIИK, er en sydkoreansk pigegruppe med fire medlemmer dannet af YG Entertainment i 2016. De fire medlemmer er: Jisoo, Jennie, Rosé, Lisa.
Gruppen debuterede 8. august 2016 med deres single Square One, som gav Blackpink deres første hit, “Whistle.” Singlen inkluderede også sangen "Boombayah," deres første nummer et hit på toplisten Billboard World Digital Songs, som satte rekorden for den mest sete debutvideo af en koreansk kunstner. Med gruppens kommercielle succes i de første fire måneder efter debuten fik de prisen, New Artist of the Year til den 31. Golden Disc Awards og ved den 26. Seoul Music Awards. 
Blackpink er den højstrangerende kvindelige K-pop gruppe på Billboard Social 50. Gruppen var på sit højdepunkt, på toplisten, nummer 15. De er også den første K-pop-gruppe til at være på YouTubes Global Top 25 Summer Songs, med deres hit fra 2017 "As If It's Your Last." De er også den første kvindelige K-pop-gruppe til at have tre nummer et hits på toplisten Billboard's World Digital Song Sales. Blackpink er den mest kendte kvindelige K-pop-gruppe og er den første K-pop-gruppe til at performe i Coachella.

## Historie
2016: Debut med Square One og Square Two
De salgsfremmende forberedelser startede i august 2016 hvor der blev offentliggjort nogle billeder der gav et indblik i Black Pinks debut. YG Entertainment afslørede de endelige medlemmer samt navnet på gruppen den 29. juni 2016.
Black Pink blev den første kvindelige K-pop gruppe der debuterede fra YG Entertainment i seks år, efter 2NE1, med deres debutsingle Square One, som blev offentliggjort den 8. august 2016. Den første ledende single "Whistle" blev produceret af Teddy Park og Future Bounce. Singlen blev skrevet af Teddy Park, iKons Kim Hanbin og Bekuh BOOM. Den anden førende single "Boombayah," blev produceret af Teddy Park med Bekuh BOOM som medforfatter. Musikvideoen blev dirigeret af Seo Hyun-seung. De two ledende sange kom på nummer et og to på Billboard World Digital Songs Chart. Black Pink er den hurtigste koreanske gruppe til at holde nummer et og to på hitlisten, efter deres kollegaer fra YG Entertainment, PSY og Big Bang (gruppe). "Whistle" toppede den digitale, download, streaming og mobile hitliste på Gaon i august 2016. Gruppen opnåede også nummer et på den ugentlige, popularitets-, musikvideo- og K-pop-musikvideo-hitliste på Kinas største musikstreamingwebside QQ Music. Den første gang Black Pink optrådte på et musikshow var 14. august 2016 og blev vist på SBS Inkigayo. De vandt første pladsen på Inkigayo 13 dage efter deres debut, og slog rekorden for den hurtigste kvindelige K-pop-gruppe til at vinde på et musikprogram efter deres debut. De afsluttede deres promovering for Square One 11. september 2016 med endnu en sejr på Inkigayo.
Black Pink udgav deres andet singlealbum Square Two med de førende singler "Playing with Fire" og "Stay" den 1. november 2016. Sangene blev produceret af Teddy Park sammen med R.Tee og Seo Won Jin. De opviste deres comeback på Inkigayo den 6. november og på Mnet's M Countdown den 10. november, 2016. "Playing With Fire" blev deres anden single til at opnå nummer et på Billboard World Digital Songs Chart. På de sydkoreanske hitlister opnåede "Playing with Fire" nummer et, mens "Stay" opnåede nummer 10. 
Black Pinks kommercielle succes i deres første fire måneder efter debuten indtjente dem flere rookie priser til de store koreansk års afsluttende award shows, bestående af Asia Artist Awards, Melon Music Awards, Golden Disc Awards, Seoul Music Awards og Gaon Chart Music Awards. Derudover udnævnte Billboard dem som en af de bedste nye K-pop-grupper fra 2016.  
2017: "As If It's Your Last" og japanske debut
Black Pink udgav den digitale single "As If It's Your Last" 22. juni 2017. Sangen blev beskrevet som en blandet genre af musik (..) en anden lyd fra deres tidligere udgivelser. Sangen debuterede på nummer et på Billboards World Digital Songs Chart 22. juni, kun en dag efter sangen blev udgivet, hvilket gør sangen deres tredje nummer et på hitlisten. Indenfor 17 timer efter sangens udgivelse fik musikvideoen for "As If It's Your Last" mere end 11 millioner visninger på YouTube, hvilket gjorde musikvideoen for "As If It's Your Last" til den hurtigste musikvideo til at overgå 10 millioner visninger for en K-pop-gruppe. Gruppen der tidligere holdt rekorden på 21 timer. Desuden blev musikvideoen den fjerde mest sete onlinevideo i de første 24 timer for en koreansk artist, med mere end 13,3 millioner visninger 24 timer efter udgivelsen. Efterfølgende brød musikvideoen rekorden for den mest likede musikvideo fra en kvindelig koreansk gruppe på YouTube. 
Black Pink holdt en showcase på Nippon Budokan i Tokyo 20. juli 2017. Til showcasen deltog mere end 14.000 mennesker. Det blev udmeldt, at mere end 200.000 mennesker prøvede, at få billetter til showcasen.  
Gruppen fik deres japanske debut 30. august 2017 med deres udgivelse af deres udvidede japanske EP kaldt BLACKPINK.   
2018: Re:Blackpink og Square Up
I 2018 blev det udmeldt, at Black Pink ville komme tilbage med et ompakket album kaldt Re:Blackpink. Albummet blev udgivet 28. marts 2018 og indeholdte deres gamle sange, både i japansk og koreansk. 
Den 15. juni udgav Black Pink deres minialbum Square Up med de to hovedsange "DDU-DU DDU-DU" og "Forever Young." 

## Medlemmer

### Jisoo
- Fødselsnavn: Kim Ji-Soo (Hangul: 김지수 Hanja: 金智秀)
- Født: 3. januar 1995 (30 år)
- Position: Visuelle, Lead Vokalist[2]

### Jennie
- Fødselsnavn: Kim Je-Ni (Hangul: 김제니 Hanja: 金珍妮)
- Født: 16. januar 1996 (29 år)
- Position:  Hoved-Rapper, Lead Vokalist[2]

### Rosé
- Fødselsnavn: Park Chae-Young (Hangul: 박채영 Hanja: 朴彩英)
- Født: 11. februar 1997 (28 år)
- Position: Hoved-Vokalist,[2] Lead danser

### Lisa
- Fødselsnavn: Lalisa Manoban (Hangul: 라리사 마노반 Hanja: 拉莉莎‧馬諾芭)
- Født: 27. marts 1997 (27 år)
- Position: Lead-Rapper, Hoved-danser[2], Undervokalist..

## Diskografi
| Singler - 2016: Square One - 2016: Square Two - 2017: As If It's Your Last - 2018: DDU-DU DDU-DU - 2018: Forever Young | - 2019: Kill This Love Extended plays - 2017: Blackpink |